# Roxanne Shanté
Roxanne Shanté, pseudonimo di Lolita Shanté Gooden (Queensbridge, 9 novembre 1969), è una rapper statunitense, nativa del Queensbridge, New York City. Shanté attira attenzione attorno alla metà degli anni ottanta, dando vita alle Roxanne Wars e venendo coinvolta nelle The Bridge Wars. Membro della Juice Crew, durante la sua carriera discografica ha pubblicato tre album in studio e nel 2017 è uscito il film biografico Roxanne Roxanne.

## Biografia
Roxanne Shanté stava camminando fuori da una casa popolare nel Queensbridge (New York), quando ha sentito tre uomini parlare di come il trio UTFO avesse cancellato la loro apparizione in uno spettacolo che stavano promuovendo. Gooden si è offerta di fare un brano rap di vendetta contro gli U.T.F.O., che in precedenza avevano registrato Roxanne, Roxanne. I tre – Tyrone Williams, DJ Mister Magic e il produttore Marley Marl – hanno preso l'idea in considerazione e Marl ha prodotto Roxanne's Revenge. La canzone era conflittuale, beffarda, vanagloriosa e anche al limite oscena e ha generato 102 canzoni di risposta. Alla fine, gli UTFO hanno minacciato Shanté di denunciarla per aver usato il loro lato b come base musicale. Shanté si è messa d'accordo con loro e ha ripubblicato la canzone utilizzando una base da una traccia diversa, anche se correlata.  Il successo di "Roxanne's Revenge" ha portato Shanté a firmare un contratto discografico con la Cold Chillin' Records. "Bite This" è il suo secondo singolo, che ha continuato la sua rivalità musicale con altri rapper. Il patrimonio di Shanté era magro durante il periodo di Roxanne, Roxanne, nonostante avesse un brano al numero uno della chart R&B e uno in top ten nella classifica pop con la hit Loosey's Rap in collaborazione con Rick James (1986).
L'album di debutto di Roxanne Shanté, "Bad Sister", è stato pubblicato nel 1989. L'album includeva tracce che esploravano temi come la sua esperienza di crescita e le sfide affrontate nella sua carriera musicale.
"The Bitch Is Back" (1992): questo è il suo secondo album, che è stato pubblicato nel 1992. Ha continuato a esplorare temi personali e sociali attraverso i testi delle canzoni.
Nello stesso anno rilascia "Anything Goes", album che ha contribuito a mantenere la presenza di Roxanne Shanté nella scena hip-hop.
Shanté si è ritirata dalle scene all'età di 25 anni per concentrare le sue attenzioni sull'ottenere un'istruzione superiore. Ha continuato a studiare ottenendo un dottorato in psicologia e costruendo una famiglia a New York. È rimasta coinvolta nell'industria dello spettacolo divenendo mentore di diverse giovani rapper donne. È stata coinvolta in diversi progetti e ha lavorato per promuovere l'educazione e l'empowerment delle giovani donne attraverso programmi educativi e discorsi motivazionali.
Nel corso degli anni, Roxanne Shanté ha continuato a essere una figura di spicco nella cultura hip-hop e ha ricevuto riconoscimenti per il suo contributo pionieristico. È stata anche soggetto del film biografico "Roxanne Roxanne", uscito nel 2017, che narra la sua storia e le sue sfide personali e musicali.
I suoi primi due album sono accolti entusiasticamente dal critico Robert Christgau che assegna a entrambi una «A-»: di Bad Sister scrive «mi è piaciuto tutto ciò che ha sempre fatto, e in un primo momento quest'album mi ha irritato, ma ora lo sento come un consapevole ritorno all'appeal di Roxanne's Revenge della Lolita Gooden quattordicenne», mentre per The Bitch is Back riporta «politicamente scorretta come le teste di c**** che dissa, Shanté disprezza ogni rivale femminile che possa pensare di fare rap. [...] Lei è ancora la più grande. Il suo tono, il suo attacco e la sua articolazione competono con Ice-T, Chuck D e Rakim.»
Negativa la recensione di Bad Sister di Allmusic: «il suo album di debutto non è all'altezza delle promesse dei suoi primi singoli, che si possono trovare su diverse raccolte rap», assegnando 2 stelle su 5 all'album di debutto di Shanté. Sempre Allmusic assegna 4/5 stelle a The Bitch is Back: «il suo ultimo lavoro prova che lei ha ancora una delle rime migliori del settore, inoltre va testa a testa con Kool G Rap nella traccia Deadly Rhymes. Un disco di battaglia fino alla fine, questo album dovrebbe essere ricordato nella storia come uno dei migliori mai prodotti da un'artista rap femminile.»
Roxanne Shanté è ampiamente rispettata e considerata una figura influente nella storia dell'hip-hop. Molti suoi colleghi e altri artisti l'hanno elogiata per il suo contributo al genere e per il suo ruolo pionieristico nella rappresentazione delle donne nell'industria musicale. Ecco alcune opinioni di colleghi e artisti su Roxanne Shanté:
1. Nas: Il rapper Nas ha elogiato Roxanne Shanté come una delle prime artiste a emergere nella scena dell'hip-hop e ha riconosciuto il suo impatto come fonte di ispirazione per le future generazioni di rapper.
2. Queen Latifah: La rapper e attrice Queen Latifah ha riconosciuto Roxanne Shanté come un'importante icona femminile nell'hip-hop e ha elogiato la sua abilità di raccontare storie attraverso la musica.
3. Missy Elliott: Missy Elliott, un'altra figura di spicco nell'hip-hop, ha elogiato Roxanne Shanté per il suo contributo fondamentale alla cultura hip-hop e per aver aperto la strada ad altre donne nel genere.
4. Salt-N-Pepa: Il gruppo hip-hop femminile Salt-N-Pepa ha menzionato Roxanne Shanté come una delle prime donne rapper che ha aperto la strada a un'intera generazione di artiste.
5. LL Cool J: LL Cool J, anch'egli un pioniere dell'hip-hop, ha lodato Roxanne Shanté per la sua abilità di rap e per l'impatto che ha avuto sulla scena musicale.
6. Questlove: Ahmir "Questlove" Thompson dei The Roots ha elogiato Roxanne Shanté per il suo talento e la sua autenticità, sottolineando l'importanza delle sue liriche nella storia dell'hip-hop.

Questi sono solo alcuni esempi di opinioni positive e di riconoscimento da parte dei colleghi di Roxanne Shanté. Il suo contributo all'hip-hop è stato ampiamente riconosciuto e apprezzato da numerosi artisti e figure influenti nella cultura musicale.
La vita privata di Roxanne Shanté, al di fuori della sua carriera musicale, è stata in gran parte mantenuta al di fuori della sfera pubblica. 

## Discografia

### Album da solista
- 1989 - Bad Sister
- 1991 - The Bitch Is Back
- 1995 - Greatest Hits

### Colonne sonore
- 1988 - Colors
- 1989 - Conta su di me
- 1996 - Girls Town

## Riconoscimenti
Roxanne Shanté è stata riconosciuta e ha ricevuto diversi onori per il suo contributo alla cultura hip-hop e alla musica in generale. Ecco alcuni dei riconoscimenti e degli onori che ha ricevuto nel corso degli anni:
1. VH1 Hip Hop Honors (2008): Roxanne Shanté è stata onorata durante gli VH1 Hip Hop Honors, un evento che celebra le icone e gli innovatori dell'hip-hop. Questo riconoscimento ha sottolineato il suo ruolo fondamentale nella storia del rap e il suo impatto sulla cultura.
2. Inclusione nella Bronx Walk of Fame (2011): Nel 2011, Roxanne Shanté è stata inserita nella Bronx Walk of Fame, un'area che celebra figure di spicco provenienti dal Bronx che hanno avuto un impatto significativo nella loro professione.
3. Nomination ai Grammy Awards: Sebbene non abbia vinto un Grammy, Roxanne Shanté è stata nominata per questa prestigiosa onorificenza, riflettendo il riconoscimento dell'industria musicale nei confronti delle sue abilità e del suo contributo alla musica rap.
4. Inclusione nel National Museum of African American History and Culture: Il National Museum of African American History and Culture a Washington, D.C., include Roxanne Shanté tra le figure chiave del rap e della cultura hip-hop nella sua esposizione permanente.
5. Film biografico "Roxanne Roxanne": Il film biografico basato sulla vita di Roxanne Shanté, intitolato "Roxanne Roxanne" (2017), ha contribuito a portare attenzione e apprezzamento alla sua storia e al suo impatto.
6. Icona delle donne nell'hip-hop: Roxanne Shanté è stata ampiamente considerata una delle prime donne a emergere nella scena dell'hip-hop e ha aperto la strada ad altre artiste femminili. Il suo ruolo pionieristico nell'affermare la presenza femminile nel genere le ha guadagnato il rispetto e l'ammirazione di molte persone.

Questi sono solo alcuni dei riconoscimenti e degli onori che Roxanne Shanté ha ricevuto nel corso della sua carriera. Il suo impatto sulla cultura hip-hop e la sua influenza sulla rappresentazione delle donne nell'industria musicale sono stati ampiamente riconosciuti e celebrati.